# Еміліо Лавацца
Еміліо Лавацца (італ. Emilio Lavazza; 1930—2010) — італійський підприємець, чільник компанії Lavazza у 1971—2008 роках.
Лавацца прийшов у фірму, засновану його дідом Луїджі, в 1955 році, в 1971 році після смерті батька став її генеральним директором, а ще вісім років по тому — президентом. Саме Еміліо Лавацца належить основна заслуга у становленні та розвитку сімейної компанії, яка станом на 2010 рік є найбільшим монобрендовим виробником Італії. На частку Lavazza, товарообіг якої становить 1,1 мільярда євро, в 2010 припадає 48 % споживання кави на Апеннінах. На чотирьох її підприємствах в Італії працюють 1600 чоловік, а всього у світі співробітниками фірми є близько 3 тисяч чоловік.
З ім'ям Еміліо Лаваца пов'язана також унікальна історія просування цього бренду. Він був одним з перших італійських підприємців, який беззастережно повірив у силу телевізійної реклами. Наприкінці 1950-х років він разом з рекламником Армандо Теста (Armando Testa) придумав симпатичного персонажа Кабаллеро (Caballero), забавні пригоди якого і стали основою для просування фірмової марки кави на ТБ. Слогани цих кампаній впродовж років пам'ятають на Апеннінах. Згодом же в дотепних рекламних роликах кави «Лавацца» знімалися такі зірки, як Ніно Манфреді, Лучано Паваротті, Джордж Клуні.
Еміліо Лаваца до останніх днів залишався почесним президентом компанії, якій віддав усе своє життя.